# Betty Carter
Betty Carter (nascida Lillie Mae Jones; Flint, 16 de maio de 1929 – Brooklyn, 26 de setembro de 1998) foi uma cantora de jazz norte-americana, conhecida por sua técnica de improvisação e outras habilidades musicais complexas que demonstrou seu talento vocal e interpretação imaginativa das letras e melodias. A pianista e compositora Carmen McRae uma vez observou, "há realmente apenas uma cantora de jazz – a única: Betty Carter."

## Discografia selecionada
- 1960: The Modern Sound of Betty Carter (ABC)
- 1976: What a Little Moonlight Can Do (ABC)
- 1979: The Audience With Betty Carter (Verve)